# Garfield County (Nebraska)
Garfield County ist ein County im Bundesstaat Nebraska der Vereinigten Staaten. Der Verwaltungssitz (County Seat) ist Burwell.

## Geographie
Das County liegt etwas nordöstlich des geographischen Zentrums von Nebraska und hat eine Fläche von 1480 Quadratkilometern, wovon 3 Quadratkilometer Wasserfläche sind. Es grenzt im Uhrzeigersinn an folgende Countys: Wheeler County, Valley County, Loup County und Holt County.

## Geschichte
Garfield County wurde 1884 gebildet. Benannt wurde es nach dem Präsidenten James A. Garfield.
Vier Bauwerke und Stätten des Countys sind im National Register of Historic Places eingetragen (Stand 11. Februar 2018).

## Demografische Daten

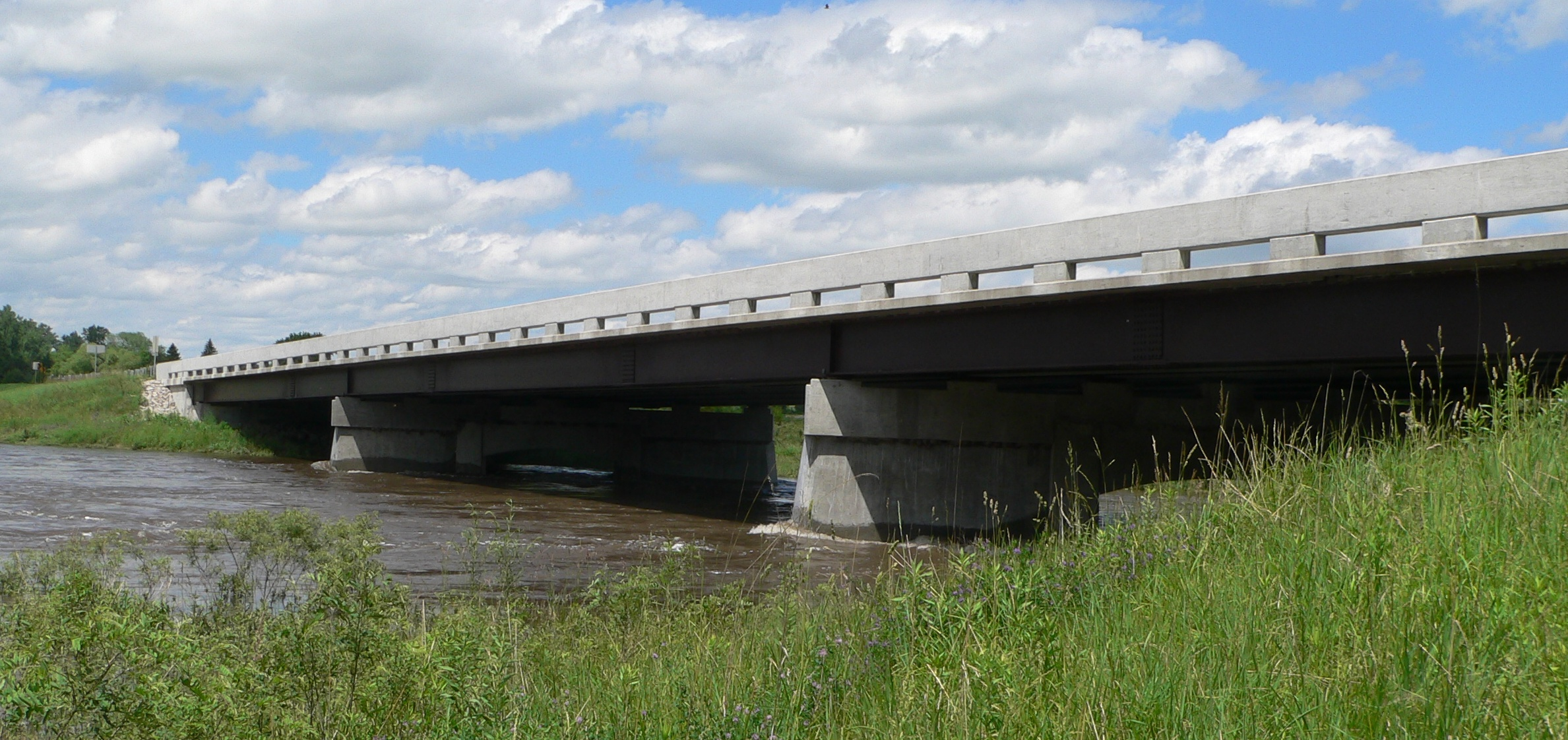
Burwell Bridge, gelistet im NRHP

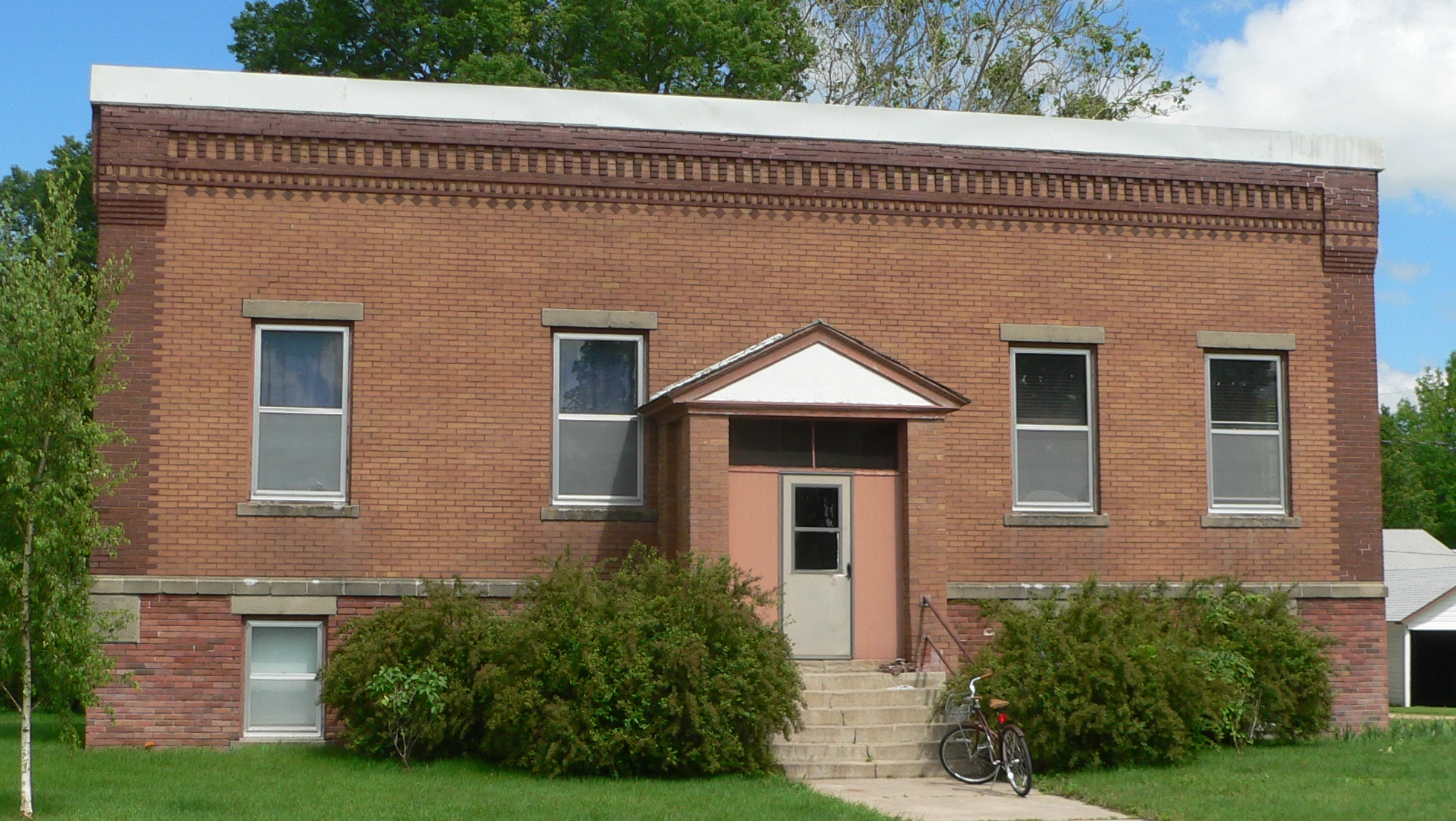
Burwell Carnegie Library, gelistet im NRHP

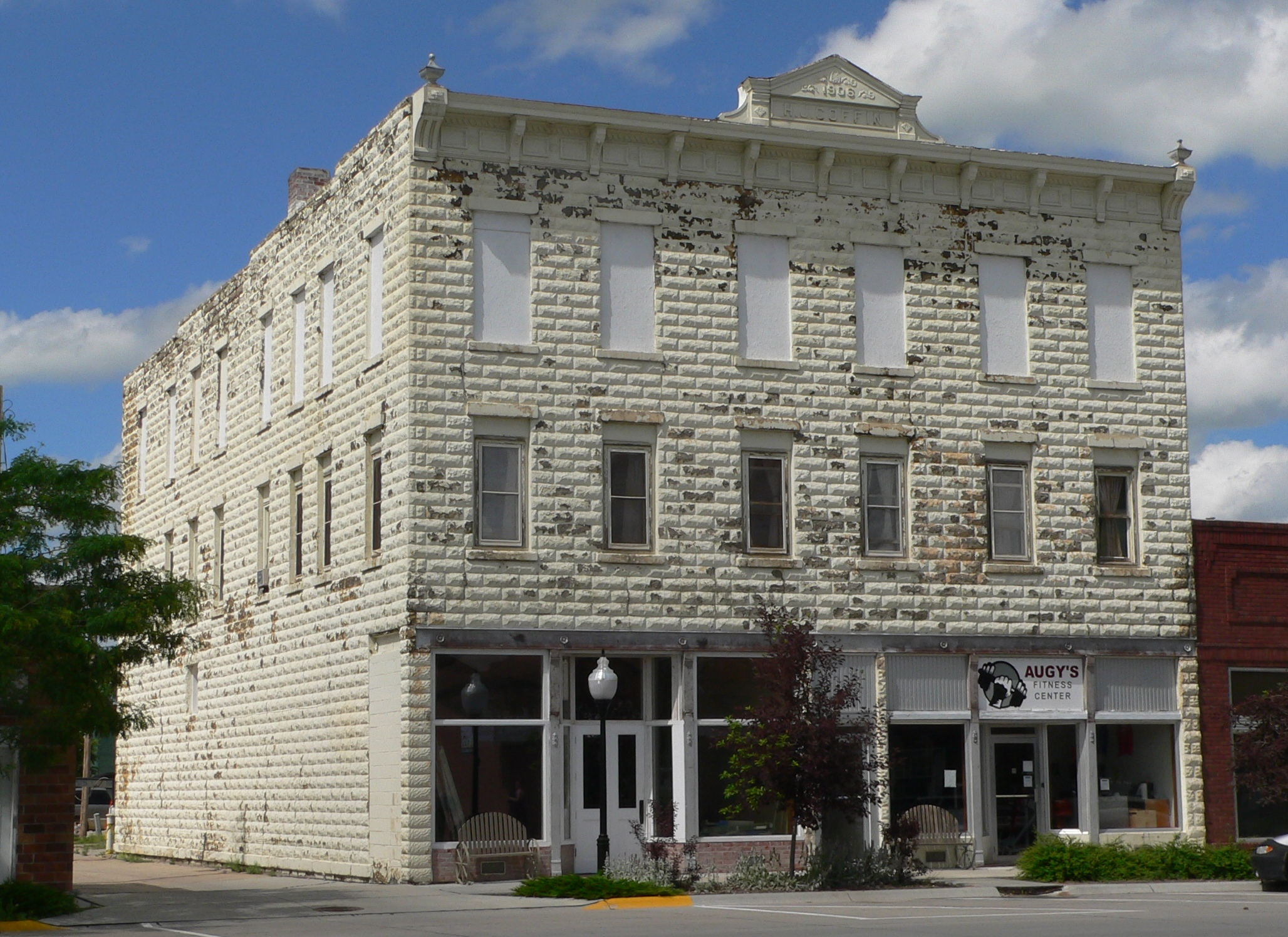
Hub Building, gelistet im NRHP

Nach der Volkszählung im Jahr 2000 lebten im Garfield County 1902 Menschen. Davon wohnten 57 Personen in Sammelunterkünften, die anderen Einwohner lebten in 813 Haushalten und 529 Familien. Die Bevölkerungsdichte betrug 1 Einwohner pro Quadratkilometer. Ethnisch betrachtet setzte sich die Bevölkerung zusammen aus 98,79 Prozent Weißen, 0,21 Prozent amerikanischen Ureinwohnern, 0,05 Prozent Asiaten, 0,05 Prozent Bewohnern aus dem pazifischen Inselraum und 0,37 Prozent aus anderen ethnischen Gruppen; 0,53 Prozent stammten von zwei oder mehr Ethnien ab. 1,00 Prozent der Bevölkerung waren spanischer oder lateinamerikanischer Abstammung.
Von den 813 Haushalten hatten 26,1 Prozent Kinder und Jugendliche unter 18 Jahre, die bei ihnen lebten. 59,7 Prozent waren verheiratete, zusammenlebende Paare, 3,6 Prozent waren allein erziehende Mütter, 34,9 Prozent waren keine Familien, 32,7 Prozent waren Singlehaushalte und in 20,0 Prozent lebten Menschen im Alter von 65 Jahren oder darüber. Die Durchschnittshaushaltsgröße betrug 2,27 und die durchschnittliche Familiengröße lag bei 2,88 Personen.
Auf das gesamte County bezogen setzte sich die Bevölkerung zusammen aus 23,5 Prozent Einwohnern unter 18 Jahren, 4,4 Prozent zwischen 18 und 24 Jahren, 20,5 Prozent zwischen 25 und 44 Jahren, 26,8 Prozent zwischen 45 und 64 Jahren und 24,8 Prozent waren 65 Jahre alt oder darüber. Das Durchschnittsalter betrug 46 Jahre. Auf 100 weibliche Personen kamen 91,9 männliche Personen. Auf 100 Frauen im Alter von 18 Jahren oder darüber kamen statistisch 85,4 Männer.
Das jährliche Durchschnittseinkommen eines Haushalts betrug 27.407 USD, das Durchschnittseinkommen der Familien betrug 34.762 USD. Männer hatten ein Durchschnittseinkommen von 24.563 USD, Frauen 16.146 USD. Das Prokopfeinkommen betrug 14.368 USD. 9,7 Prozent der Familien und 12,6 Prozent der Bevölkerung lebten unterhalb der Armutsgrenze. Davon waren 11,5 Prozent Kinder oder Jugendliche unter 18 Jahre und 18,6 Prozent waren Menschen über 65 Jahre.

## Orte im County
- Burwell
- Deverre
- Gables